# Tīrī Rūd
Der Tīrī Rūd (englisch Tirin River) ist ein ca. 200 km langer linker Nebenfluss des Hilmend im Süden Afghanistans.
Er entspringt im Südwesten der Provinz Ghazni. Von dort fließt er in westlicher Richtung durch die Provinz Urusgan. Bei der Provinzhauptstadt Tarin Kut fließt der Chor von Norden kommend in den Tīrī Rūd. Der Fluss strömt weitere 50 km in westlicher Richtung, bevor er bei Dehrawud in den Hilmend mündet. Der Tīrī Rūd entwässert ein Areal von 8055 km². Der mittlere Abfluss an der Mündung beträgt 16 m³/s.

## Hydrometrie
Mittlerer monatlicher Abfluss des Tīrī Rūd (in m³/s) am Pegel Anarjuy/Dehrawud (6 km oberhalb der Mündung in den Hilmend)
 gemessen von 1951 bis 1979.